# Kościół Klarysek Wniebowzięcia Najświętszej Maryi Panny w Bydgoszczy

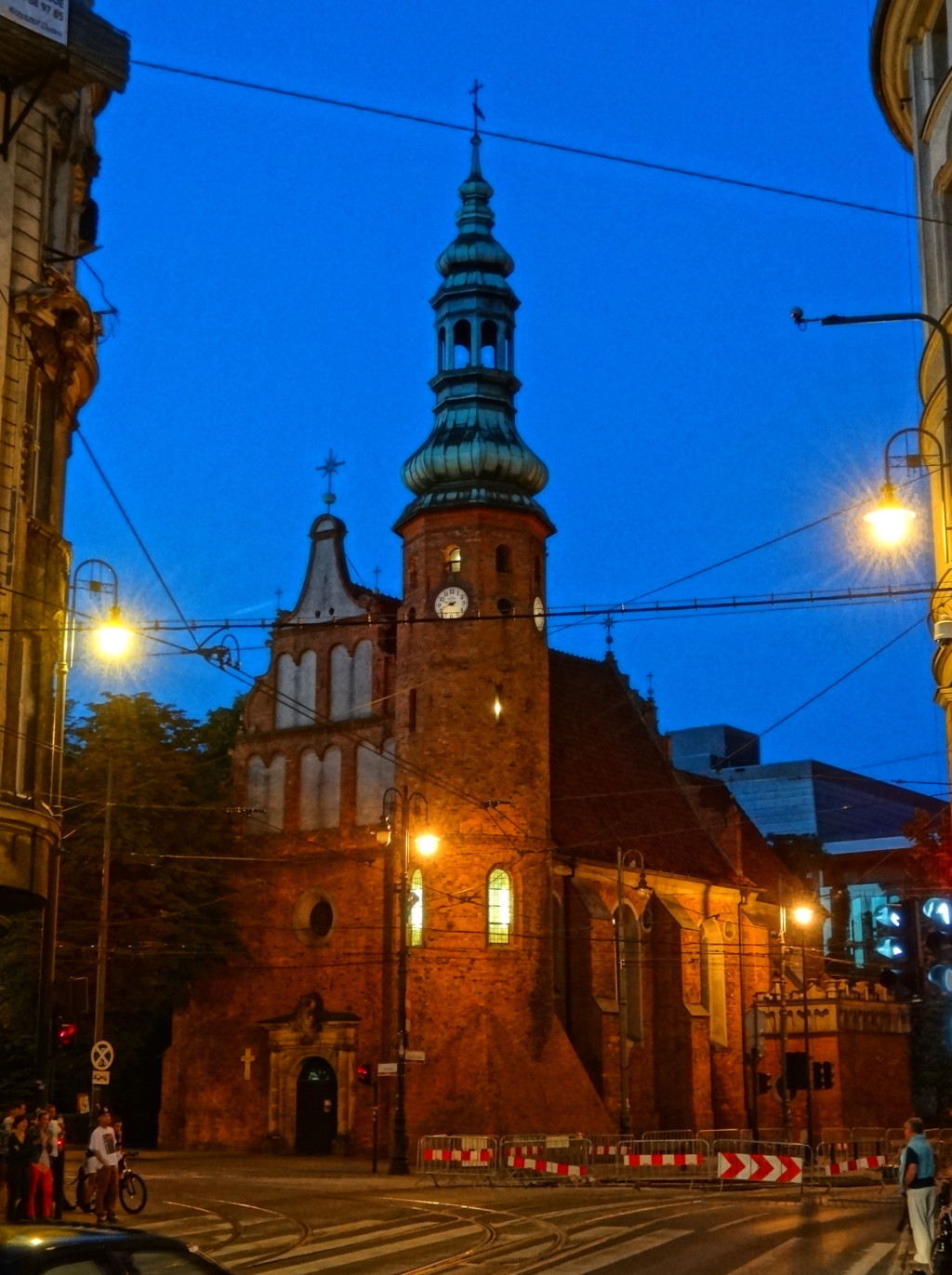
Kościół o zmierzchu

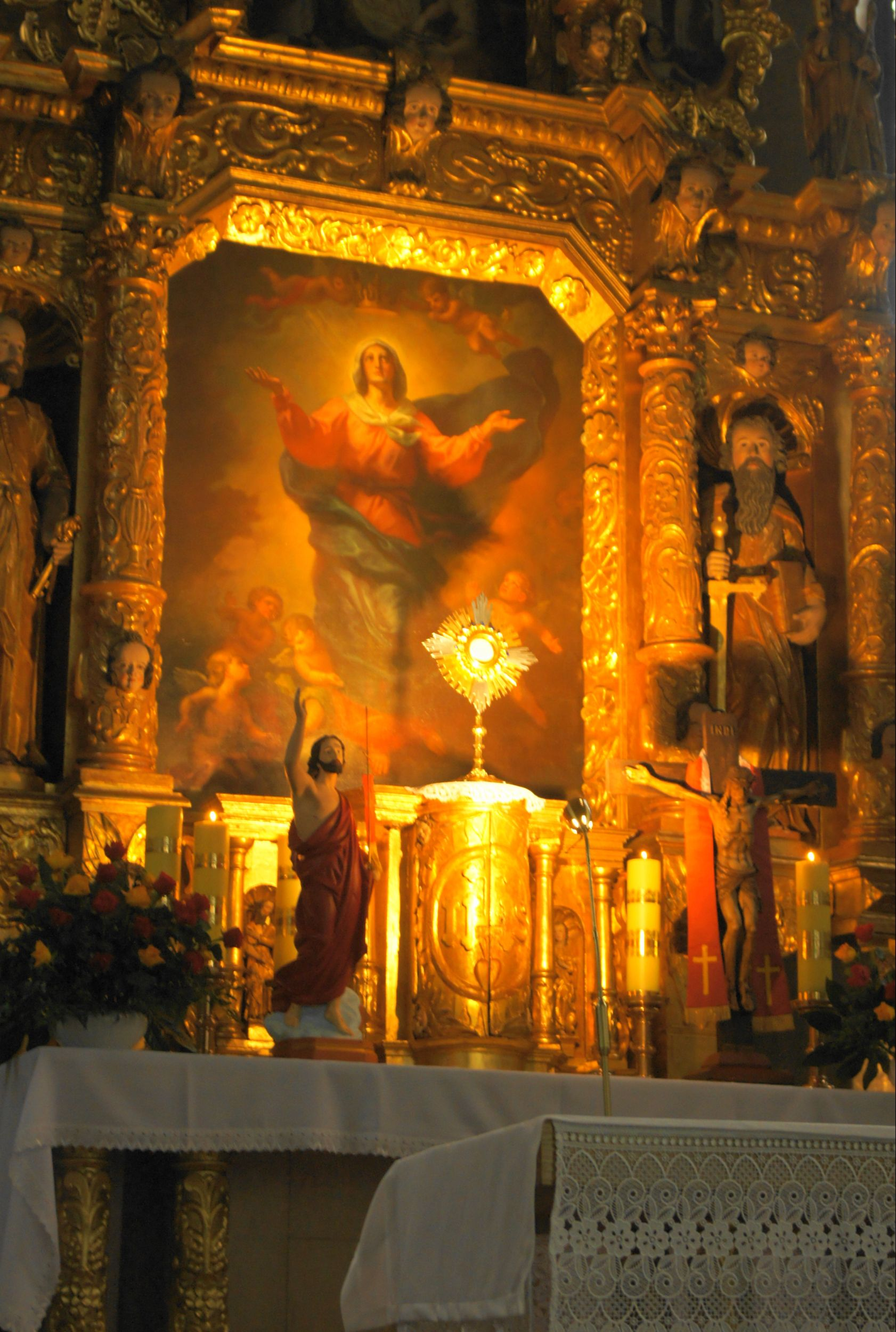
Ołtarz główny z obrazem „Wniebowzięcie Najświętszej Marii Panny”

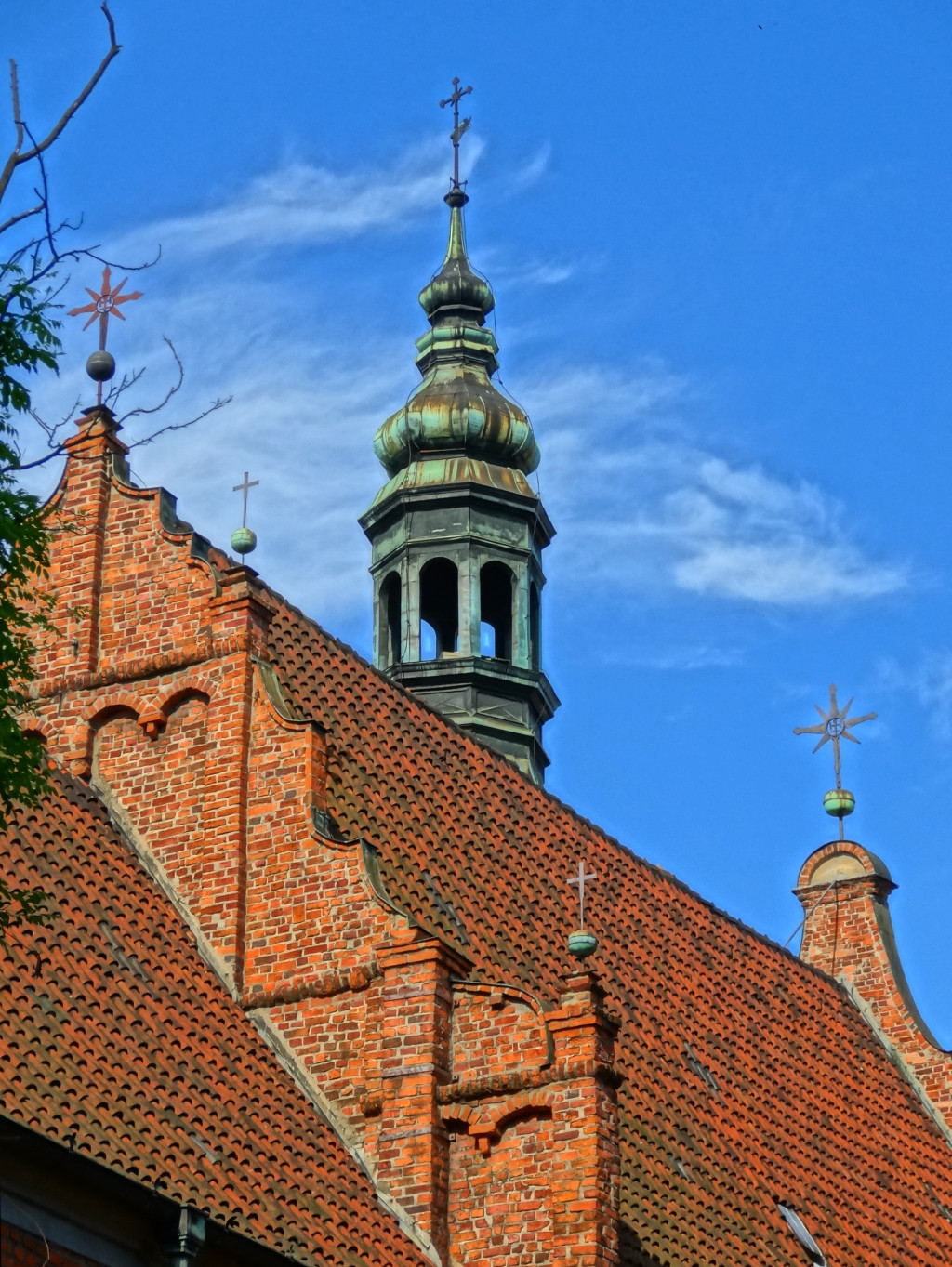
Renesansowe szczyty wolutowe z krzyżami

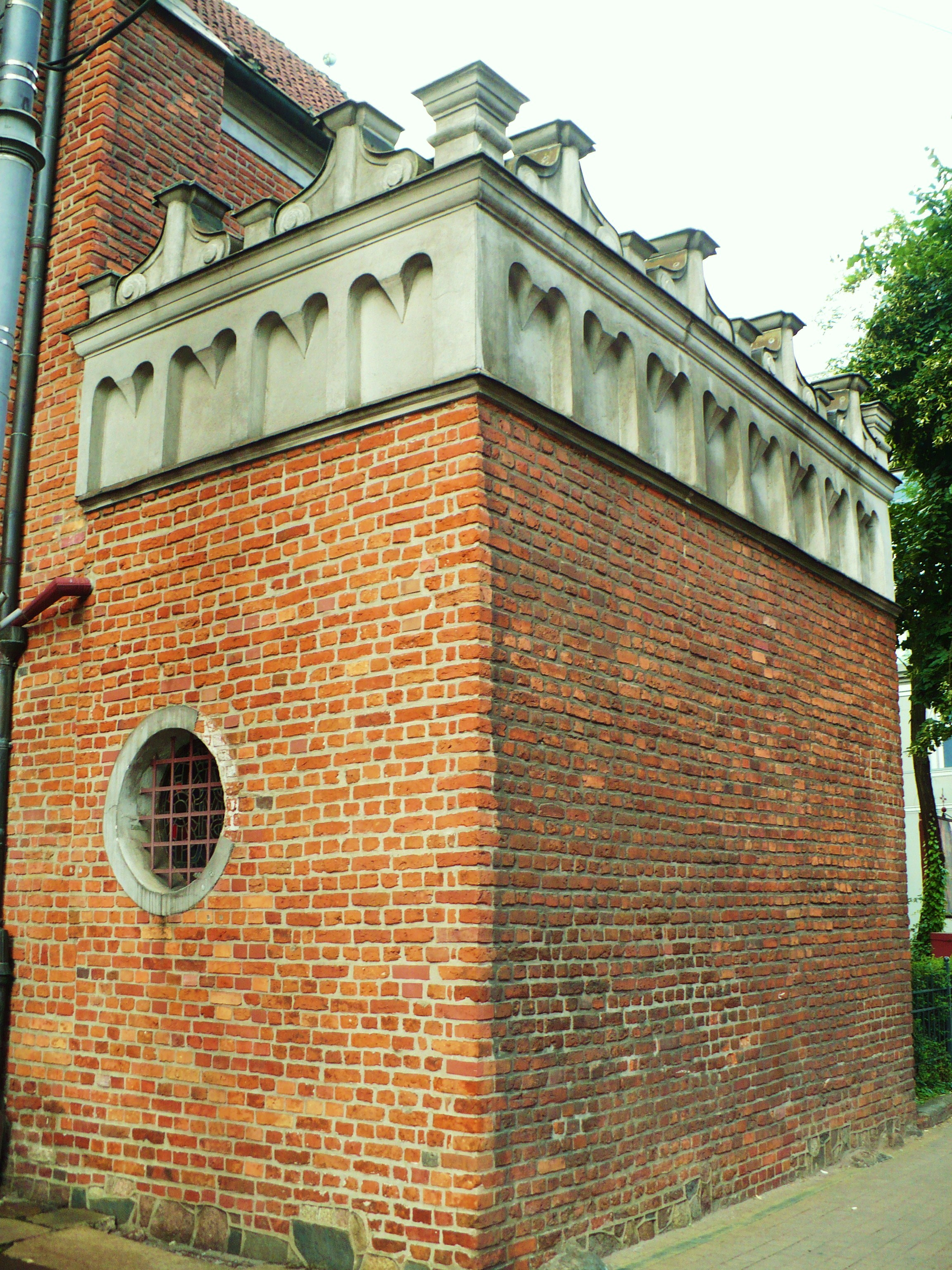
Kaplica kapłańska Wojciecha Łochowskiego (1646)

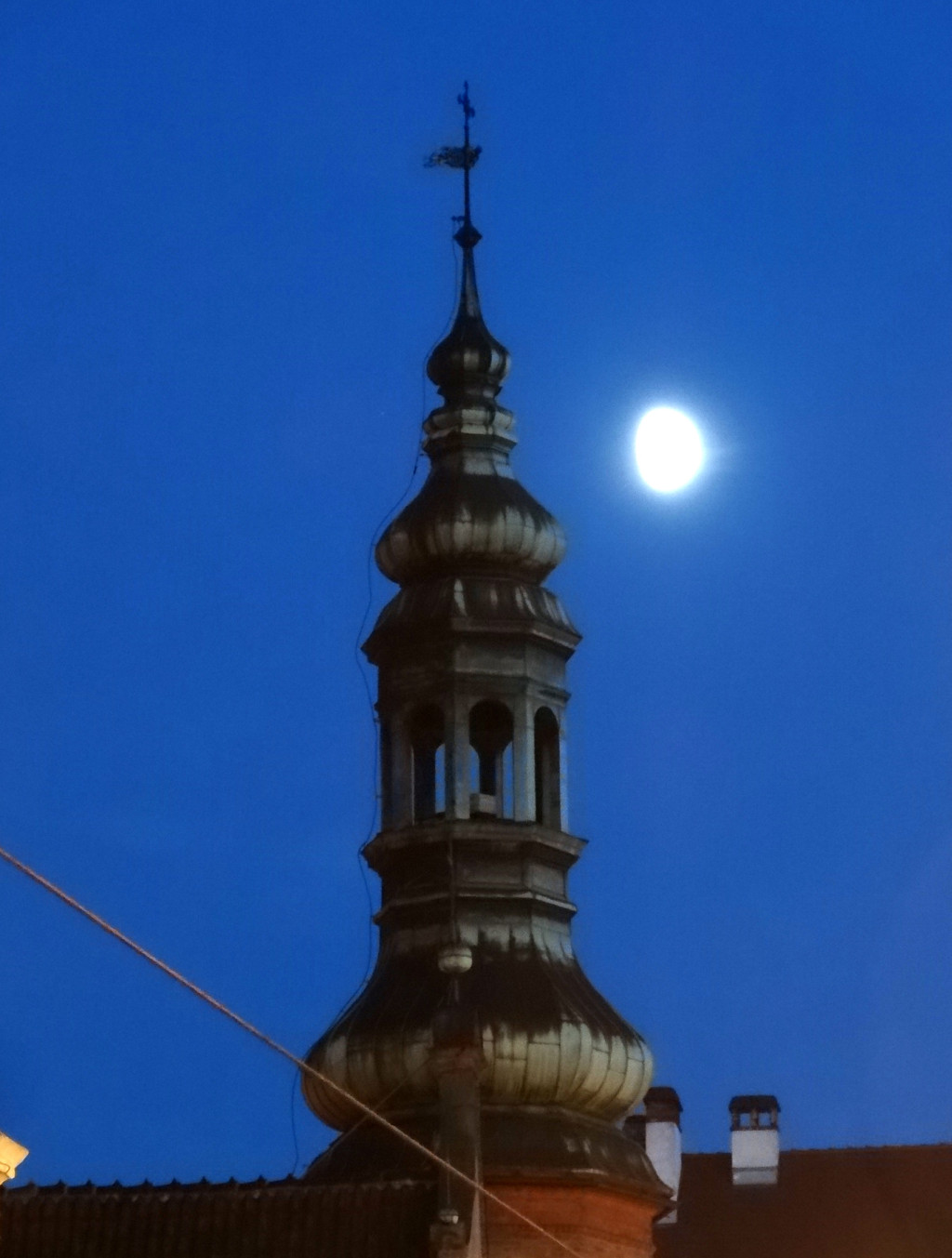
Neobarokowa wieża przebudowana w 1901 r.

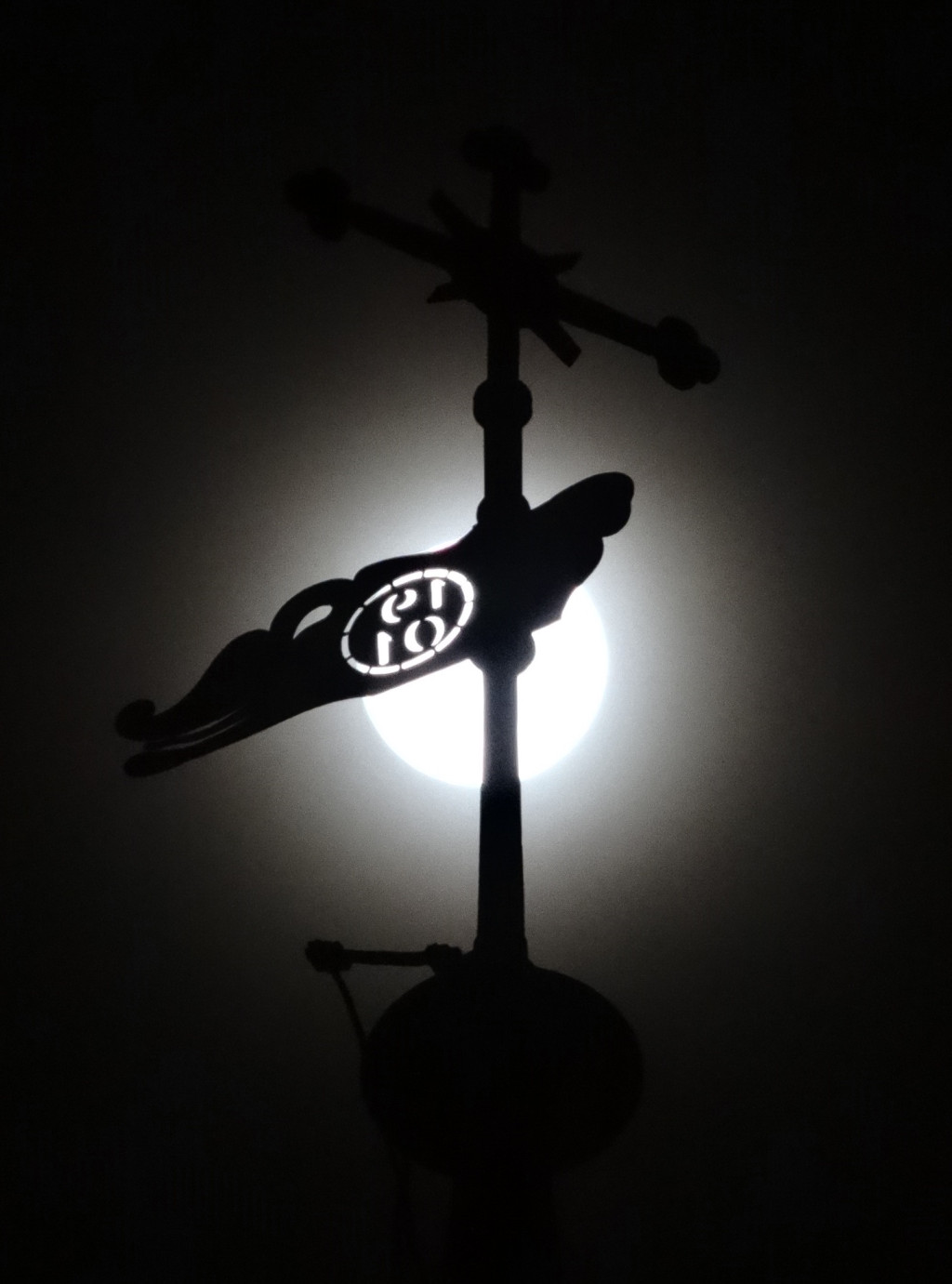
Krzyż z wiatrowskazem, na którym zaznaczono datę jego wykonania

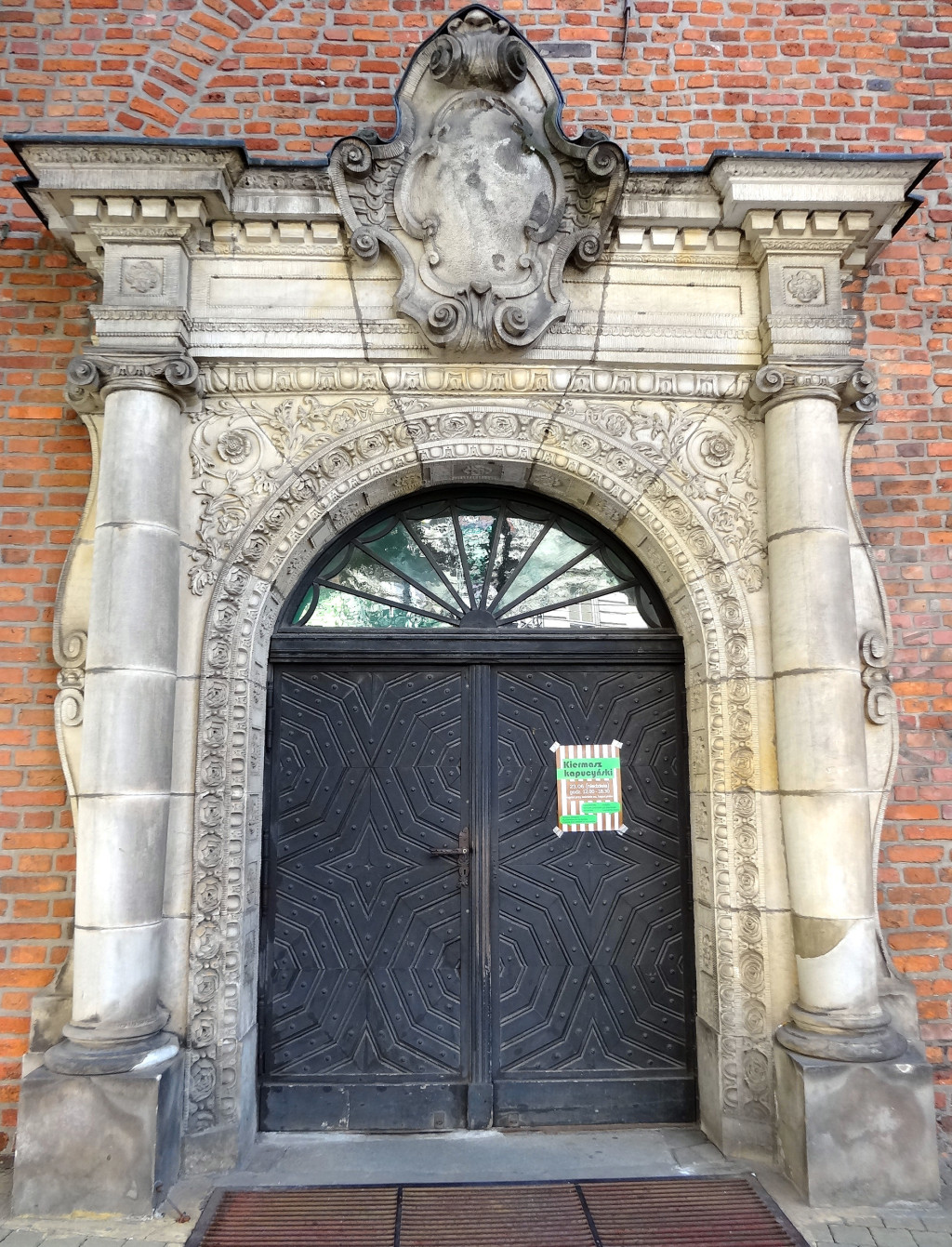
Portal przebudowany w 1922 r.

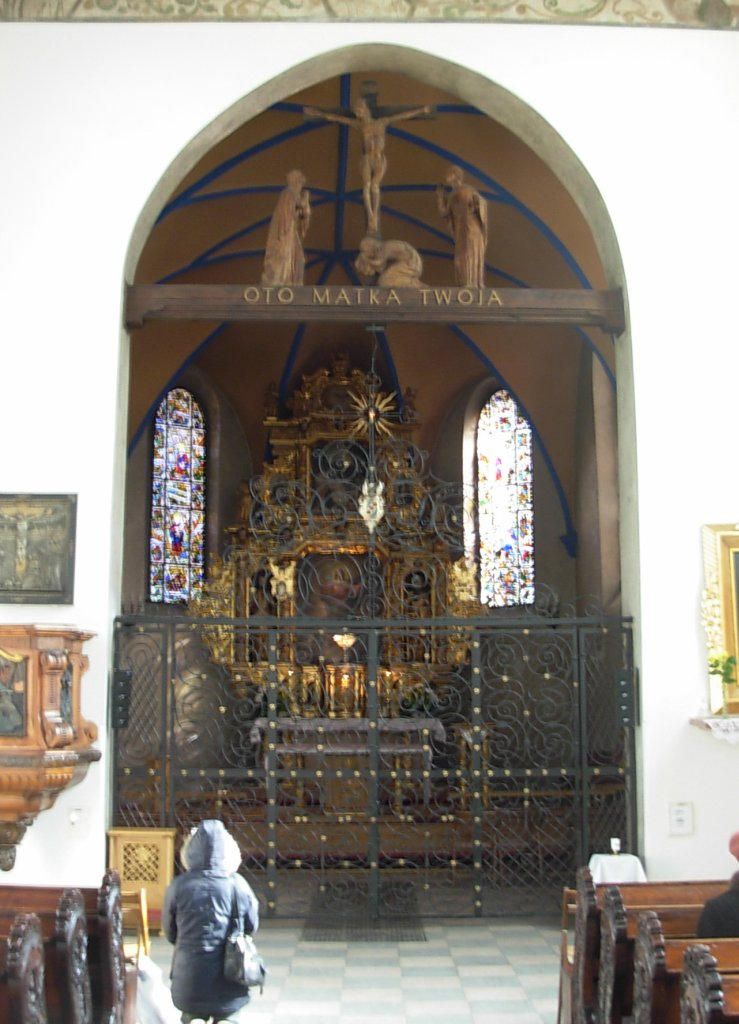
Krata w łuku tęczowym

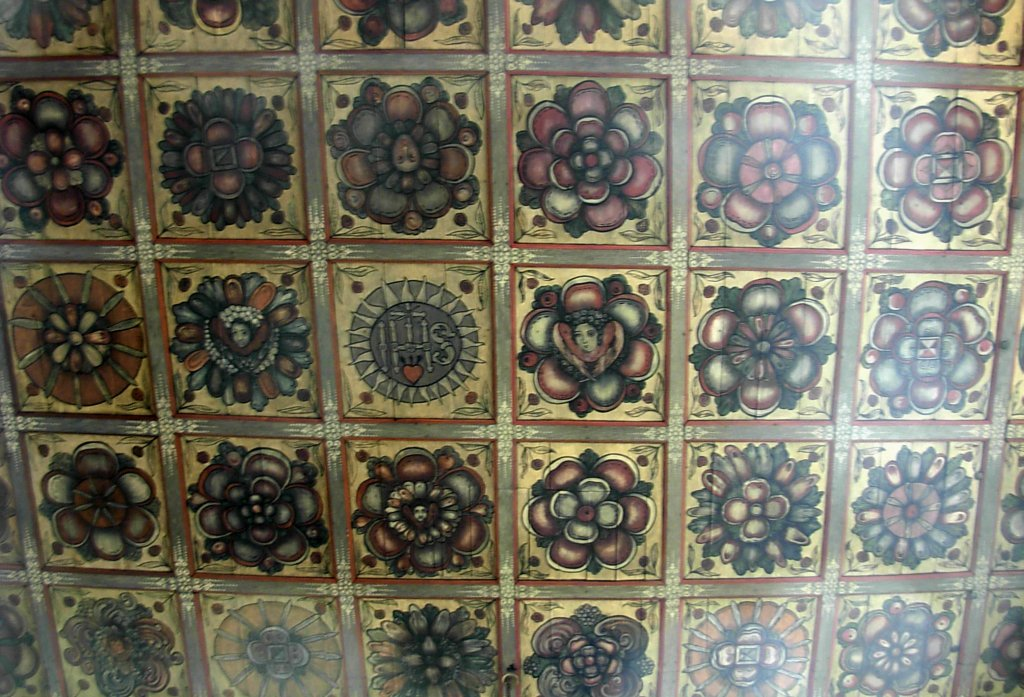
Polichromowany strop nawy z XVII wieku

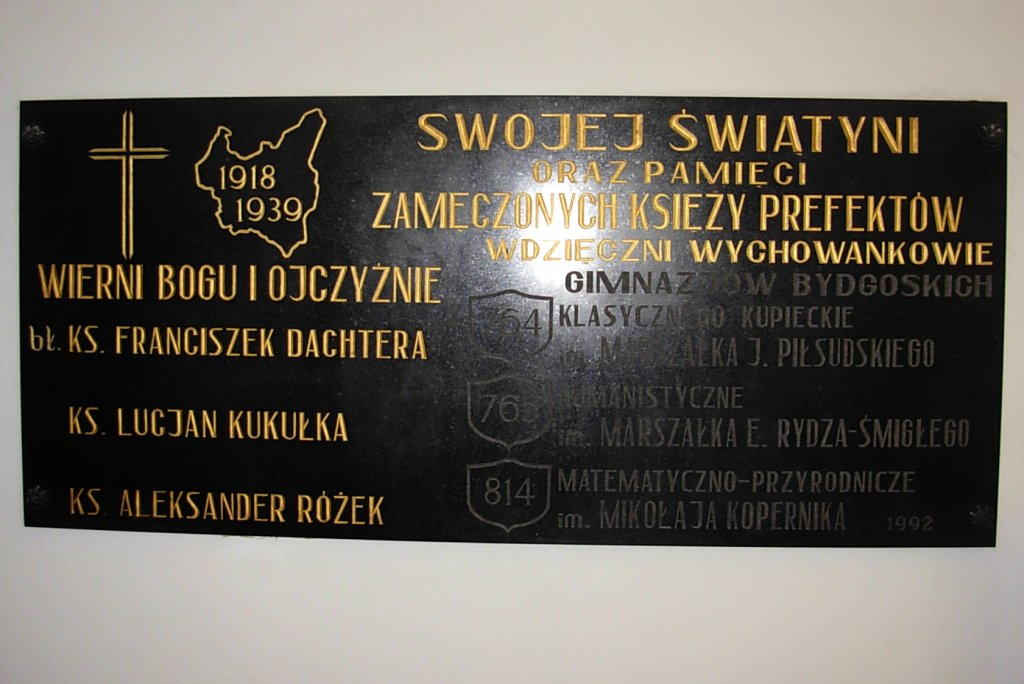
Tablica pamiątkowa ku czci zamordowanych w okresie okupacji hitlerowskiej księży prefektów bydgoskich gimnazjów

Kościół Klarysek Wniebowzięcia Najświętszej Maryi Panny (początkowo kościół św. Ducha, św. Wojciecha, św. Klary i św. Barbary) – zabytkowy kościół położony w Bydgoszczy przy ul. Gdańskiej.

## Położenie
Świątynia stoi w eksponowanym miejscu na styku ulic: Gdańskiej, Mostowej, Jagiellońskiej i Focha.

## Historia

### Początki kościoła
Początki kościoła związane są z przybyciem w 1615 r. sióstr klarysek do Bydgoszczy. W miejscu, gdzie wzniesiono kościół Klarysek, pierwotnie znajdował się zbudowany z drewna dębowego kościół szpitalny św. Ducha, ufundowany przez mieszczan bydgoskich w 1448 r. W 1522 r. zdecydowano o budowie w jego miejscu świątyni murowanej, ale rzeczywiste prace rozpoczęto dopiero w 1582
Kościół powstał poprzez nadbudowę stojącej tu od 1582 r. murowanej świątyni św. Ducha. Budowa murów tej świątyni trwała do ok. 1590 r., a wnętrza wyposażono do 1602 r. W latach 1602–1618 była ona samoistną budowlą. Dopiero po ustanowieniu w 1615 r. klasztoru klarysek w Bydgoszczy i darowiźnie w 1616 r. przez radę miejską Bydgoszczy nieruchomości na przedmieściu Gdańskim, rozpoczęto budowę nawy i od tej chwili dawny kościół św. Ducha stanowi prezbiterium kościoła Klarysek. Nawę dobudowano do zachodniej ściany, w której znajdowało się wejście do kościoła. Wejście to musiano wyburzyć, znacznie powiększyć tworząc ostrołukową tęczę, łączącą prezbiterium z nawą.
Przez lata świątynię rozbudowywano dokonując jego adaptacji dla potrzeb sióstr (m.in. w nadbudowanej zakrystii usytuowano chór). W 1636 r. ołtarz główny dla kościoła ufundowała Anna Modlibogowa z Kruszyna. 21 września 1645 roku odbyła się uroczystość konsekracji rozbudowanego kościoła św. Ducha, którą przeprowadził sufragan włocławski Piotr Mieszkowski w asyście opata cystersów koronowskich. Świątyni dodano wtedy patronów: św. Wojciecha, św. Klarę, św. Barbarę, a w ołtarzu zapieczętowano relikwie św. Wojciecha, św. Barbary oraz Rufiny i Perpetui – męczenniczek.
W 1646 r. bryłę kościoła wzbogaciła kaplica kapłańska, ufundowana przez burmistrza Bydgoszczy Wojciecha Łochowskiego z bogatą, renesansową attyką oraz kryptą dla zakonnic (kaplica ta istnieje do dzisiaj). Powstały też nowe elementy we wnętrzu kościoła: w 1651 r. krata żelazna oddzielająca prezbiterium od nawy, a w 1661 r. tablica nagrobna założycielki, Anny z Rozdrażewa Smoszewskiej.
Strategiczne położenie klasztoru i kościoła przy drodze prowadzącej od północy w kierunku klasztoru Karmelitów i dalej przez most do miasta spowodowało, że w latach 40. XVII wieku, w południowo-zachodnim narożu nawy dostawiono kilkukondygnacyjną wieżę, zwieńczoną barokowym hełmem. Posiadała ona w dolnej kondygnacji otwory strzelnicze dostosowane do używanej w tamtym okresie broni palnej.
W 1730 r. z funduszy ofiarowanej przez Helenę Zkoraczewską Złotnicką, przebudowano wszystkie okna w kościele, zaś w 1746 r. wzniesiono nieistniejącą dzisiaj kruchtę kościelną, z wielkim i małym wejściem.

### Kościół na podstawie wizytacji z 1760
W szczegółowej wizytacji przeprowadzonej w 1760 r. przez biskupa inflanckiego Antoniego Kazimierza Ostrowskiego odnotowano, że kościół był cały murowany i pokryty dachówką polską. Przylegały do niego dwie zakrystie: kapłańska i panieńska oraz kruchta kościelna i wieża nakryta kopułą. Na wieży zawieszone były dwa srebrne dzwony i sygnaturka. W świątyni znajdowały się dwie empory: chór wielki przy wejściu do kościoła oraz mniejszy nad zakrystią panieńską. Nawę przykrywał zdobiony, polichromowany strop drewniany, zachowany do czasów obecnych.
W prezbiterium znajdował się duży, pozłacany ołtarz z dwoma obrazami: koronacji Najświętszej Marii Panny (dolny) i św. Franciszka z Asyżu (górny). Poza tym w kościele znajdowało się siedem bocznych ołtarzy:
- św. Urszuli – z ołtarzem tym od 1736 r. związane było Bractwo św. Urszuli, które w 1751 r. otrzymało pozwolenie od władzy kościelnej na odprawienie modlitw ze specjalnym odpustem za wybawienie dusz z czyśćca w określone dni w roku[3],
- św. Ducha – poświęcony pierwotnemu patronowi świątyni,
- św. Katarzyny,
- Najświętszej Marii Panny Częstochowskiej,
- św. Aniołów Stróżów – związane z nim było bractwo kościelne,
- św. Józefa,
- św. Antoniego.

W tyle kościoła znajdował się obszerny chór podparty sklepieniami. W ścianach znajdowało się 21 okien oraz 34 obrazy. Kościół w prezbiterium posiadał flizowaną posadzkę kamienną, a w nawie – ceglaną.
Przy stopniach wielkiego ołtarza umieszczono dwa groby: pierwszej przełożonej Zofii Smoszewskiej oraz grób jej siostrzenicy Rozdrażewskiej. Natomiast pod ołtarzem św. Katarzyny znajdowała się krypta, gdzie chowano ksienie klasztorne, a pod zakrystią kapłańską grobowce dla pozostałych zakonnic.
Wyposażenie kościele obejmowało m.in.: dzwonki, mszały, książki, monstrancje, kielichy, ampułki, krzyże, lichtarze, lampy, sukienki, wota, ornaty, kapy, namioty, materiały, alby, komże i pasy.

### Okres zaboru pruskiego
W 1835 r. nastąpiła kasata klasztoru i kościoła oraz przesiedlenie sióstr klarysek do Gniezna. Budynki klasztorne przekazano miastu, zaś los kościoła pozostawiono w gestii indywidualnej decyzji nadprezydenta Wielkiego Księstwa Poznańskiego Eduarda Flottwella. Zdecydował on o tym, aby zaniechać w kościele kultu religijnego, a jego wnętrze przeznaczyć na inne cele.
Wyposażenie kościoła rozparcelowano między różne świątynie, m.in.:
- ołtarz główny przekazano kościołowi w Sypniewie,
- ołtarz boczny trafił do Osielska,
- kratę żelazną zainstalowano w bramie cmentarza Starofarnego w Bydgoszczy,
- jeden z ołtarzy bocznych oraz płytę nagrobną Zofii Smoszewskiej przeniesiono do bydgoskiego kościoła farnego.

Kościół po sekularyzacji przeznaczano na różne cele. Początkowo znajdował się w nim magazyn ((wynajmujący pomieszczenia Carl August Franke był znanym producentem wyrobów spirytusowych). Partię zachodnią nawy (z dawną emporą chóru panieńskiego), wydzielono ścianą i zaadaptowano na wagę miejską. Do magazynu prowadziło osobne wejście, przeprute w ścianie południowej.
W czerwcu 1848 r. silna wichura strąciła metalową konstrukcję hełmu wieży. Rok później zastąpiono ją niskim, ośmiopołaciowym daszkiem namiotowym. W czerwcu 1863 r. w świątyni ulokowano Zakład Oczyszczania Ulic i Latryn. Następnie, w roku 1875, budowlę przeznaczono na remizę strażacką, wydzielając pomieszczenia na wozy gaśnicze i stajnie. Adaptacja do nowej funkcji mocno ingerowała w pierwotną strukturę architektoniczną wnętrz i elewacji. W ścianie zachodniej i południowej korpusu nawy wybito duże otwory bramne, zamurowano dolne partie otworów okiennych, w kaplicy Łochowskiego przepruto od południa duży otwór drzwiowy, a od wschodu dobudowano nieco niższy aneks z płaskim dachem osłoniętym pseudokrenelażem. Wewnątrz świątyni dokonano istotnych przebudów: 
- zamurowano łuk tęczowy;
- podzielono prezbiterium na dwie kondygnacje, tworząc na piętrze mieszkanie komendanta;
- część otworów okiennych zlikwidowano, a część zmniejszono i wypełniono oknami skrzydłowymi;
- otwór okienny nad kaplicą Łochowskiego przerobiono na drzwiowy, prowadzący na taras widokowy urządzony na dachu;
- dwukondygnacyjną zakrystię panieńską (wówczas krytą osobnym dachem), przerobiono na klatkę schodową;
- w nawie zlikwidowano ścianę, która wydzielała wagę miejską.

W 1888 r. bydgoskie Towarzystwo Historyczne Obwodu Nadnoteckiego udostępniło dla celów wystawienniczych emporę chóru panieńskiego. Ekspozycję zbiorów historycznych na chórze zainicjowano w 1890 r. W tym celu przy północnej ścianie wzniesiono zewnętrzną klatkę schodową. W następnych latach związek kościoła z Towarzystwem Historycznym zaowocował planowo i systematycznie prowadzonymi zabiegami konserwatorskimi. Około 1900 r. założono w nawie podciągi stropu, a w 1901 r. zamontowano na wieży zegar z dwiema tarczami oraz zrekonstruowano barokowy hełm wieży. Początkowo miał on być wykonany w skromniejszej postaci według projektu z 1897 r., ale ostatecznie miejski radca budowlany Carl Meyer przy współpracy konserwatora zabytków prowincji poznańskiej Juliusa Kohte zmienił projekt, wykorzystując rysunek inwentaryzatorski Ferdinanda von Quasta z 1844 r. Kościół poddawano w tym czasie pracom renowacyjnym tak, aby po zainstalowaniu odtworzonego hełmu, świątynia była ozdobą centrum miasta.
W 1911 r. Zawodowa Straż Pożarna otrzymała nową siedzibę przy ul. Pomorskiej i wyprowadziła się ze świątyni. Zrodziła się wówczas niebezpieczna koncepcja przekształcenia budowli na więzienie. Członkowie Towarzystwa Historycznego Obwodu Nadnoteckiego podjęli natomiast starania o udostępnienie całej świątyni na cele muzealne. W czasie I wojny światowej w przyziemiu prezbiterium urządzono pogotowie ratunkowe, a w nawie utworzono magazyn ławek i materiałów pocztowych.

### Dwudziestolecie międzywojenne
Po odzyskaniu niepodległości przez Polskę w 1920 r., kościół przeznaczono z powrotem na cele sakralne. W latach 1920–1922 przeprowadzono kompleksowe prace, początkowo według projektów architekta Kazimierza Ulatowskiego, a później pod kierunkiem inż. arch. Stefana Cybichowskiego z Poznania. Usunięto wtedy naleciałości pruskie, wyburzono przybudówki, zrekonstruowano szkarpę w północno-zachodnim narożniku korpusu nawowego oraz przekształcono pochodzącą z końca XIX w. klatkę schodową, w niewielką kruchtę. Przeprowadzono także restaurację renesansowej attyki zakrystii kapłańskiej (niezbyt udaną, zniekształcającą pierwotny charakter stylistyczny). We wnętrzu usunięto ściany działowe i piętro prezbiterium, przywrócono łuk tęczowy i wykroje okien, zamurowano wtórne otwory drzwiowe, wzmocniono ściany, założono nowe tynki i zabezpieczono strop. W 1922 r. zamontowano w fasadzie nowy portal, według projektu Stefana Cybichowskiego, dzieło kamieniarza Jakuba Joba. Po remoncie wnętrz kościół zyskał nowe wyposażenie, m.in. ołtarz główny z poznańskiego warsztatu Romana Skręta, ławki, stalle, klęczniki, konfesjonały oraz ambonę, w której strukturze wykorzystano starsze elementy rzeźbiarskie. Na chórze zamontowano sześcioregestrowe organy.
3 grudnia 1922 kościół ponownie został konsekrowany. Poświęcenia dokonał kardynał Edmund Dalbor, metropolita gnieźnieński i poznański, w asyście infułata ks. Laubitza, ks. szambelana Zakrzewskiego i proboszcza fary bydgoskiej – ks. Tadeusza Skarbek-Malczewskiego. Świątynia została kościołem filialnym fary i ośrodkiem duszpasterstwa młodzieży.
16 listopada 1925 r. odbyła się jeszcze jedna uroczystość konsekracyjna, związana z nadaniem kościołowi klarysek wezwania Wniebowzięcia Najświętszej Marii Panny. Tym razem celebrował ją sufragan gnieźnieński Antoni Laubitz. Przed uroczystością założono we wnętrzu nowe tynki, a Henryk Jackowski ozdobił ściany freskami. W świątyni pojawiło się także kilka dzieł malarstwa sztalugowego, m.in. obrazy:
- św. Antoniego – Kazimiera Pajzderska;
- św. Teresy i Matki Boskiej Częstochowskiej – Henryka Jackowskiego;
- św. Stanisława Kostki – Leona Wyczółkowskiego (dedykowany przez artystę młodzieży szkół bydgoskich).

W 1933 r., z okazji 250-lecia odsieczy wiedeńskiej, na elewacji świątyni zamontowano tablicę pamiątkową ku czci królów polskich: Stefana Batorego i Jana III Sobieskiego, zaprojektowaną i wykonaną przez bydgoskich twórców: Piotra Trieblera i Andrzeja Gajewskiego. Dzieło to zostało zniszczone przez Niemców w 1939.
3 marca 1931 r., kościół Klarysek został wpisany do Rejestru Zabytków Architektury II Rzeczypospolitej jako jedna z czterech najstarszych bydgoskich świątyń.

### Okres po 1939
Na początku II wojny światowej przez krótki czas kościół był udostępniony wiernym, a następnie w marcu 1941 r. zamknięty przez hitlerowskiego okupanta. Kompleksowe prace konserwatorskie podjęto dopiero w 1950 r. Przesądziły one o dzisiejszym wyglądzie kościoła.
Prace te obejmowały m.in. przełożenie pokrycia dachu oraz remont szczytu fasady. Jeszcze w 1950 r. dokonano sensacyjnego odkrycia pod posadzką nawy, gdzie natrafiono na grób skrzynkowy z urnami sprzed 500 r. p.n.e. Dokonano zmian stylizacji otworów okiennych, oczyszczono i wylicowano elewację. Podczas wymiany tynków wewnętrznych w 1952 r. natrafiono w prezbiterium na relikty czterech zacheuszków, prawdopodobnie z czasów konsekracji murowanego kościoła św. Ducha. W tym roku przeniesiono z kruchty na północną ścianę prezbiterium, płytę nagrobną pierwszej ksieni klarysek bydgoskich Zofii Smoszewskiej.
W 1954 r. zastąpiono pochodzące z lat 20. XX w. organy (przekazując je kościołowi w Osieku) organami 12-regestrowymi, pozyskanymi z jednego z kościołów protestanckich. W latach 1953−1954 zakonserwowano polichromowany strop nawy, pod nadzorem prof. Torwirta z UMK w Toruniu, a następnie wykonano schody w wieży prowadzące na emporę chóru oraz poświęcono nowy obraz św. Judy Tadeusza, pędzla Edwarda Kwiatkowskiego. W 1955 r. na ścianie tęczowej odsłonięto XVII-wieczne freski, które zakonserwowano i częściowo uczytelniono. Odkryto też zamurowane oculusy w ścianie północnej i południowej nawy, które odtworzono dwa lata później.
Dużej wagi wydarzeniem 1955 r. było odzyskanie z Sypniewa, pierwotnego, XVII-wiecznego ołtarza głównego. Jego zwrot poprzedziły wieloletnie starania rektora kościoła ks. Gierzyńskiego, poparte pisemną zgodą na rewindykację prymasa Stefana Wyszyńskiego. Wstawiony na swoje miejsce ołtarz mieścił pierwotnie obraz Koronacji Najświętszej Marii Panny w stroju klaryski. Obraz był jednak tak zniszczony, że jeszcze przed rewindykacją zastąpiono go wyobrażeniem Madonny Apokaliptycznej z ok. 1900 r. Do kościoła wróciła również XVII-wieczna kuta krata żelazna oddzielająca prezbiterium od nawy, zamontowana po sekularyzacji zakonu klarysek w bramie cmentarza Starofarnego oraz krata z zakrystii kapłańskiej (później kaplicy św. Teresy, a następnie Matki Bożej Częstochowskiej).
W 1957 r. wykonano witraże w prezbiterium, według projektu Zdzisława Kuligowskiego oraz szereg innych prac. Remonty i zabiegi restauratorskie w roku 1958 zakończyły powojenny proces kompleksowej renowacji kościoła klarysek. W połowie lat 60. XX w. zastąpiono stare pokrycie hełmu wieży blachą ocynkowaną, a w nawie zawieszono majolikową Drogę Krzyżową.
W 1971 r. w związku z koniecznością modernizacji ulic w Śródmieściu Bydgoszczy dyskutowana była sprawa ewentualnego przesunięcia kościoła klarysek na miejsce zburzonego przed tym budynku klasztornego. Znaleziono jednak inne rozwiązanie, dzięki któremu zachowano oba zabytki.
W latach 1987–1989 prowadzono prace konserwatorskie polichromii stropu i malowideł ściennych, a na początku lat 90. XX w. oczyszczono i wylicowano elewacje. W 1991 r. rozpoczęto prace konserwatorskie przy ołtarzu głównym oraz pokryto nowymi tynkami ściany prezbiterium i sklepienie usuwając nieudolne stiuki naniesione łyżeczką w latach 20. XX w. Wprowadzono odkrytą, pierwotną kolorystykę.
Po II wojnie światowej świątynia zyskiwała kolejne tytuły: 
- w 1951 otrzymała tytuł kościoła rektorskiego,
- w 1972 dekretem prymasa Polski Stefana Wyszyńskiego została kościołem akademickim,
- w 1983 przestała być filią fary.

Od 13 listopada 1993 r. pracę duszpasterską w kościele podjęli Bracia Mniejsi Kapucyni z prowincji warszawskiej. Zapoczątkowano całodzienną adorację Najświętszego Sakramentu i spowiedź. Przy kościele rozpoczęły działalność: Duszpasterstwo Akademickie „Viator” oraz Stowarzyszenie Alwernia, które pomaga osobom uzależnionym od alkoholu i innych nałogów.
23 października 2021 w wyniku wichury z jednego ze szczytów kościoła strącony został wieńczący go krzyż z kulą.

## Architektura
Kościół Klarysek zachował się jako orientowana, wydłużona budowla jednonawowa, z trójbocznie zamkniętym prezbiterium, do którego przylegają: zakrystia i kaplica. Kościół ten łączy elementy dwóch stylów: gotyku, renesansu i zawiera domieszkę baroku.
Do prezbiterium od północy przylega zakrystia – dawna zakrystia panieńska, nad którą znajduje się chór mniejszy, a od strony południowej kaplica Wojciecha Łochowskiego – dawna zakrystia kapłańska. Najstarsze mury występują w północnej części prezbiterium i pochodzą z 1582. Architektura świątyni powstała w nawiązaniu do nieco starszego kościoła bernardynów w Bydgoszczy.
Bryła kościoła, usytuowanie kaplicy i wieży nawiązuje do tradycji gotyckich, natomiast sposób ich wkomponowania wnosi do całości elementy renesansowe. Czysto renesansowy charakter posiada natomiast attyka kaplicy kapłańskiej.
Kościół Klarysek nie posiada od chwili swego powstania tynków zewnętrznych, ani na wcześniejszym prezbiterium, ani na posługującej się motywami renesansowymi nawie. Styl ten nawiązuje do tradycji niderlandzkich, przekazywanych głównie za pośrednictwem Gdańska.

### Prezbiterium
Prezbiterium kościoła posiada sklepienie kolebkowe z lunetami, pokryte siatką żeber. Pozornie czyni ono wrażenie sklepienia krzyżowo-żebrowego, wzorowanego na rozwiązaniach średniowiecznych, lecz żebra te nie pełnią roli konstrukcyjnej, a są jedynie elementem dekoracyjnym. W prezbiterium oprócz okien zakończonych półkoliście, występują oculusy. Stanowią one renesansowy element architektoniczny, typowy dla kościołów powstałych w początkach XVII wieku.

### Strop nawy
Nawa kościoła pokryta jest drewnianym, polichromowanym stropem płaskim z I połowy XVII wieku, złożonym ze 112 kasetonów, w których namalowane są rozety i znaki symboliczne. Rozety wypełniające 103 kasetony stanowią stylizowane wielopłatkowe kwiaty. W pozostałych dziewięciu znajdują się symbole związane z kultem Matki Bożej, Pana Jezusa oraz z zakonem żebraczym. Strop ten nawiązuje do tradycji średniowiecznych, chociaż posługuje się elementami renesansowymi.

### Szczyt zachodni
Szczyt zachodni jest dwustrefowy, typu wnękowego, z tynkowanymi blendami – podobnie jak w kościele farnym, kościele bernardynów i nieistniejącym kościele karmelitów. Jest on podzielony gzymsami i arkadami oraz ozdobiony wolutami, obeliskami i kulami.

### Wieża
W północno-zachodnim narożniku korpusu znajduje się okrągła wieża, nadająca wyraz sylwetce kościoła oraz stanowiąca zdecydowany akcent całej budowli. W górnej części jest ośmioboczna, nakryta hełmem z latarnią. Mieści ona m.in. klatkę schodową, konieczną dla powiązania nawy z chórem kościoła.

### Empora
Z tyłu nawy znajduje się chór muzyczny wsparty na czterech masywnych kolumnach.

### Kaplica Łochowskiego
Kaplica kapłańska posiada dach trójspadowy i jest zwieńczona renesansową attyką. Stanowi ją ścianka attykowa rozczłonkowana podwójnymi arkadami. Na niej spoczywa gzyms wieńczący, na którym umieszczony jest grzebień składający się z półkolumienki prosto zakończonej, podpartej z obu stron zbiegającymi ku dołowi wolutami. Attyka kaplicy kapłańskiej zbliżona jest w swoim rozwiązaniu do attyki ratusza w Tarnowie, a w bliższej okolicy Bydgoszczy podobny motyw attyki posiada kaplica Kościeleckich przy kościele św. Małgorzaty w Kościelcu z połowy XVI w.

### Wnętrze
We wnętrzu świątyni znajdują się liczne zabytki, np.
- ołtarz Główny z 1636 r., manierystyczny, o bogatej dekoracji okuciowo-chrząstkowej z obrazem „Wniebowzięcie Najświętszej Marii Panny” autorstwa Jerzego Hoppena z Torunia z ok. 1955 r.
- obraz św. Stanisława Kostki pędzla Leona Wyczółkowskiego,
- polichromia (poł. XVII–XVIII wieku),
- ambona rokokowa (II poł. XVIII wieku),
- płaskorzeźba alabastrowa manierystyczna (1595),
- kraty barokowe (XVII–XVIII wiek), umieszczone w łuku tęczowym między nawą, a prezbiterium,
- pająki mosiężne gotyckie i barokowe i inne.

Od roku 1946, w którym świętowano 600-lecie lokacji miasta Bydgoszczy, z wieży kościoła jest grany hejnał Bydgoszczy. Skomponował go kompozytor Konrad Pałubicki (1910-92) na motywie kaszubskiego wiwatu .